# Бірки-Великі
Бі́рки-Вели́кі (пол. Borki Wielkie, рос. Борки-Великие)  — залізнична станція Тернопільської дирекції Львівської залізниці.
Розташована у смт Великі Бірки Тернопільського району Тернопільської області на перетині двох ліній Підволочиськ — Тернопіль та Бірки-Великі — Гримайлів між станціями Тернопіль (14 км), Максимівка-Тернопільська (15,5) та Скалат (23,5 км).

## Історія
Впродовж 1869–1871 років Привілейованим Товариством Галицьких залізниць ім. архікнязя Карла Людвіґа в Східній Галичині прокладалась залізниця Львів — Красне — Золочів — Тернопіль — Підволочиськ, що мала сполучити внутрішні райони Австро-Угорщини із залізничною мережею Росії. За короткий час між Тернополем і Підволочиськом було проведено величезний обсяг інженерно-вишукувальних, проектних, земляних та будівельно-монтажних робіт для прокладання залізничного полотна. Зокрема в районі залізничної станції Бірки-Великі перенесено русло р. Теребна, збудовано 5 мостів, декілька з них збереглися досі. Через Великі Бірки пролягла одноколійна ділянка цієї залізниці. В день іменин архікнязя Карла Людвіґа, 4 листопада 1871 р., була урочисто відкрита залізнична лінія сполученням Тернопіль — Підволочиськ, що стала невід'ємною частиною Галицької залізниці імені Карла Людвіга, і далі через австро-російський кордон по р. Збруч до Волочиська. Декілька років потому, в 1875 р. було зведено будівлю залізничної станції Бірки-Великі.
У 1895 р. розпочато будівництво, а 12 серпня 1897 року, за участю прибулого з Відня міністра залізниць генерала Гуттенберга, урочисто відкрито локальну залізницю сполученням Бірки-Великі — Гримайлів через Скалат протяжністю 33,025 км (зараз дільниця від Скалата до Гримайлова і станція Гримайлів закриті), яку збудували впродовж одного року. На залізниці працювало три паротяги KkStB 97. 106—107, 254. Ця залізниця перебувала в приватній власності акціонерів Акційного Товариства локальних залізниць. Навесні 1916 р. під час Першої світової війни, під час підготовки Брусиловського прориву залізничне полотно цієї гілки було повністю демонтоване російськими військовими. Рейки і шпалаи вони використали для будівництва залізничної лінії Шепетівка — Збараж, що була вкрай необхідна для перевезення військових вантажів у цьому напрямку. Відновлена в 1926 р. 1 січня 1933 р. викуплена Польським урядом і перейшла в державну власність.
 У перші години Польського походу РСЧА, зранку 17 вересня 1939 р., станція була атакована радянськими літаками-розвідниками P-Z (Р-Зет) зі складу 62-ї легкобомбардувальної бригади, які обстріляли два польські військові ешелони та скинули авіабомби на станцію та під'їзні шляхи.. Під час окупації, влітку-восени 1941, Баудінст спільно з Організацією Тодта, залучивши до примусових робіт військовополонених червоноармійців, завершили будівництво двоколійного залізничного полотна на ділянці Тернопіль — Підволочиськ розпочатого радянськими військовими залізничниками (Будівництво № 566) у 1940–1941 р.

## Мешканці будинку залізничної станції
- Йосип Стадник — український актор, режисер та діяч театру (проживав у 1890–1894 рр.)[7]
- Михайлина і Станіслав Навло́ки (пол. Michalina i Stanisław Nawłokowie)[8],[9], (проживали до 1945 р.) нагороджені в 2010 р. (посмертно) відзнакою Праведники народів світу.

## Сучасність
У серпні 1998, до Дня Незалежності України, в стислі строки Львівською залізницею (нач. Георгій Кірпа) здано в експлуатацію дільницю електро-контактної мережі Тернопіль — Підволочиськ протяжністю 50 км, і утворений Підволочиський район контактної мережі ЕЧК-33.